# Власово (Сергиево-Посадский район)
Власово — деревня в Сергиево-Посадском районе Московской области России, входит в состав сельского поселения Селковское.

## Население
| 1835 | 1850 | 1857 | 1859 | 1895 | 1905 | 1926 | 2002 |
| ---- | ---- | ---- | ---- | ---- | ---- | ---- | ---- |
| 125  | ↗146 | ↗171 | ↗175 | ↗336 | ↘328 | ↗388 | ↘42  |
| 2006 | 2010 |      |      |      |      |      |      |
| ↘31  | →31  |      |      |      |      |      |      |

## География
Деревня Власово расположена на севере Московской области, в северо-восточной части Сергиево-Посадского района, примерно в 89 км к северу от Московской кольцевой автодороги и 38 км к северу от станции Сергиев Посад Ярославского направления Московской железной дороги.
В 3,5 км к западу от деревни проходит автодорога Р104, в 21 км юго-восточнее — Ярославское шоссе М8, в 29 км к юго-западу — Московское большое кольцо А108. Ближайшие населённые пункты — деревни Мардарьево и Торгашино.
Связана автобусным сообщением с городом Сергиевым Посадом.

## История
В «Списке населённых мест» 1862 года — казённая деревня 2-го стана Переяславского уезда Владимирской губернии по правую сторону Углицкого просёлочного тракта, от границы Александровского уезда к Калязинскому, в 44 верстах от уездного города и 46 верстах от становой квартиры, при колодце, с 19 дворами и 175 жителями (76 мужчин, 99 женщин).
По данным на 1895 год — деревня Хребтовской волости Переяславского уезда с 336 жителями (157 мужчин, 179 женщин). Основным промыслом населения являлась возка лесного материала, 7 человек уезжало в качестве фабричных рабочих на отхожий промысел в Москву и уезды.
По материалам Всесоюзной переписи населения 1926 года — центр Власовского сельсовета Хребтовской волости Сергиевского уезда Московской губернии в 20 км от Угличско-Сергиевского шоссе и 53 км от станции Сергиево Северной железной дороги; проживало 388 человек (192 мужчины, 196 женщин), насчитывалось 77 хозяйств (71 крестьянское).
Сейчас в этой деревне проживает около 30 человек на (2022 год).
Ещё во Власово ездит фургончик с едой. Ездит он по средам и по субботам.
С 1929 года — населённый пункт Московской области в составе:
- Власовского сельсовета Константиновского района (1929—1954)[14],
- Хребтовского сельсовета Константиновского района (1954—1957)[15],
- Хребтовского сельсовета Загорского района (1957—1959)[16],
- Торгашинского сельсовета Загорского района (1959—1963, 1965—1991)[17][18],
- Торгашинского сельсовета Мытищинского укрупнённого сельского района (1963—1965)[18][19],
- Торгашинского сельсовета Сергиево-Посадского района (1991—1994)[19],
- Торгашинского сельского округа Сергиево-Посадского района (1994—2006)[20],
- сельского поселения Селковское Сергиево-Посадского района (2006 — н. в.)[21][22].